# Regiunea Obock
Obock este o regiune a statului Djibouti a cărei capitală este Obock. Are o populație de 37.856 (recensământ 2009) locuitori și o suprafață de 5.700 km2.